# Pseudicius musculus
Pseudicius musculus är en spindelart som beskrevs av Simon 1901. Pseudicius musculus ingår i släktet Pseudicius och familjen hoppspindlar. Inga underarter finns listade i Catalogue of Life.